# Kim Yong-il
Kim Yong-il, född 2 maj 1944, är en nordkoreansk politiker. Kim Yong-il tjänstgjorde som transportminister från 1994 tills han efterträdde Pak Pong-ju som Nordkoreas premiärminister 11 april 2007. Han efterträddes i juni 2010 av Choe Yong-rim.